# Alfred Grütter
Alfred Grütter (31 augustus 1860 - 30 januari 1937) was een Zwitsers schutter.

## Carrière
Grütter won tijdens de Olympische Spelen van 1900 de gouden medaille met het Zwitserse team militair geweer 300m  drie houdingen. Zes jaar later won Grütter wederom de gouden medaille ditmaal op de Tussenliggende spelen van 1906.

## Resultaten

### Olympische Zomerspelen
| Jaar | Plaats | Resultaten |
| ---- | ------ | --- |
| 1900 | Parijs | militair geweer 300m drie houdingen team · 19e militair geweer 300m drie houdingen · 25e ilitair geweer 300m geknield · 23e Militair geweer 300m liggend · 7e militair geweer 300m staand |
| 1906 | Athene | militair geweer 300m, drie houdingen team · 23e militair geweer 300m, drie houdingen |

### Wereldkampioenschappen
| Jaar | Plaats       | Resultaten                                                               |
| ---- | ------------ | ------------------------------------------------------------------------ |
| 1899 | Loosduinen   | militair geweer 300m drie houdingen team                                 |
| 1901 | Luzern       | militair geweer 300m drie houdingen team · militair geweer 300m geknield |
| 1902 | Rome         | militair geweer 300m drie houdingen team                                 |
| 1903 | Buenos Aires | militair geweer 300m drie houdingen team                                 |
| 1905 | Brussel      | militair geweer 300m drie houdingen team                                 |